# Kostel Nanebevzetí Panny Marie (Vrbno nad Lesy)
Kostel Nanebevzetí Panny Marie ve Vrbně nad Lesy se nachází na návsi obce Vrbno nad Lesy na Lounsku v Ústeckém kraji. Pravidelné bohoslužby se zde nekonají, pouze občasné kulturní akce. Spadá pod farnost Zlonice, vikariát Kladno.

## Historie a stavební vývoj

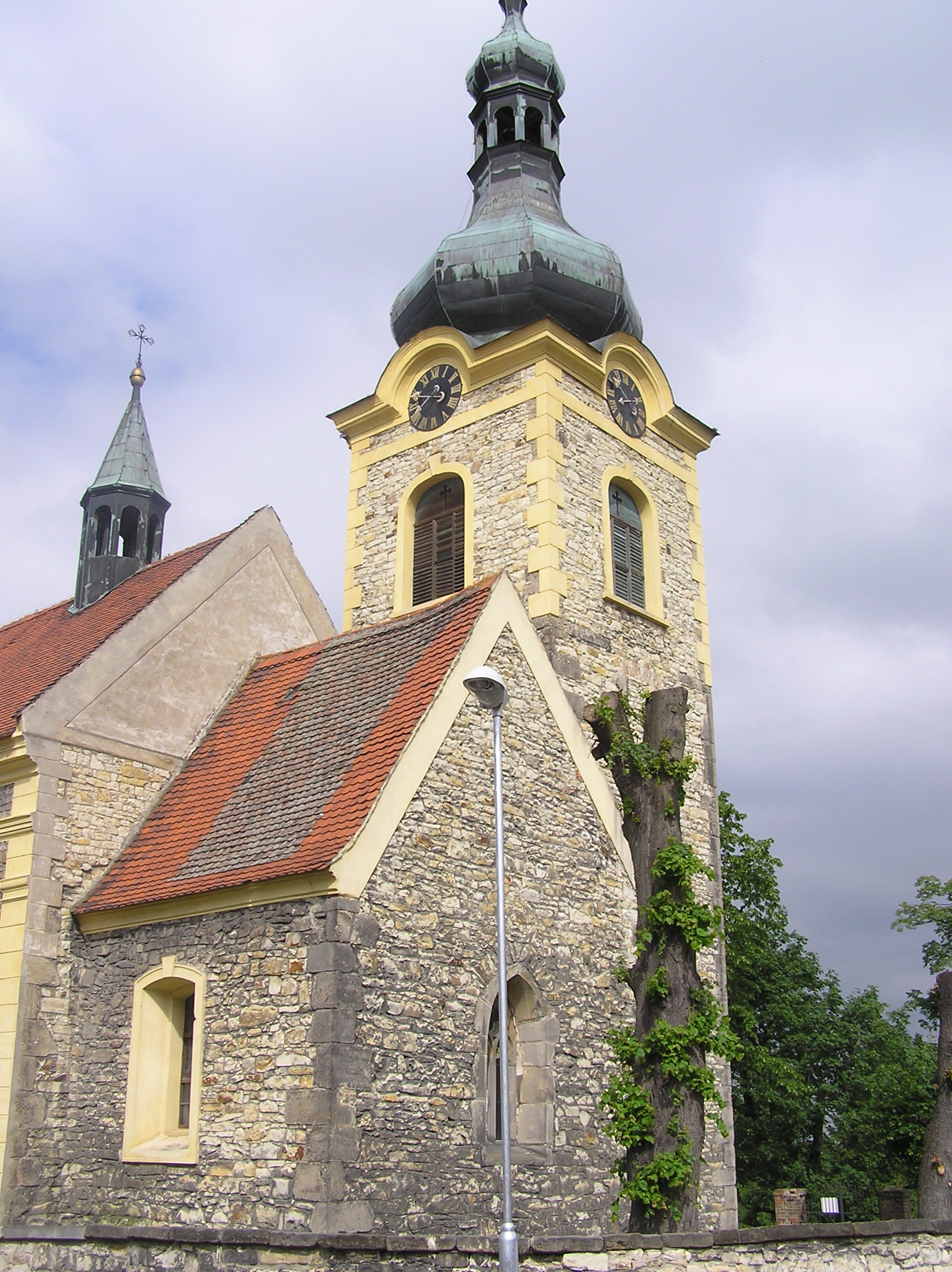
Presbytář kostela s věží

První písemná zmínka o kostele pochází z roku 1321. Tehdy postoupil Plichta ze Žerotína spolu se svými bratry Jarkem a Habartem patronátní právo ke kostelu ve Vrbně klariskám v Panenském Týnci. Nejstarší kněží známí jmény jsou v roce 1363 Bohuš a roku 1366 Beneš. Kostel byl ale postaven dříve, někdy v období mezi poslední třetinou 13. století a počátkem 14. století. Jeho staviteli byli zřejmě zmíněný Plichta ze Žerotína a jeho bratři. Z původní stavby se zachoval presbytář a východní zhruba třetina obvodového zdiva lodi. Věž kostela je mladší. Pocheho kompendium o stavebních památkách Čech uvádí opravu kostela po roce 1480. S tím koresponduje i dendrochronologický rozbor jedlového dřeva stropních trámů druhého patra věže, jehož kácení je datováno do let 1475–1476, i fakt, že věže po severních stranách presbytářů na Lounsku vznikaly až v období pozdní gotiky, viz např. kostel v Oboře.
V 70. letech 16. století se měl kostel nacházet v neutěšeném stavu a roku 1577 navíc vyhořela fara. V předbělohorském období zůstala zřejmě vrbenská farnost katolická. Podací právo ke kostelu měly stále panenskotýnecké klarisky a kromě toho jmenoval v roce 1622 duchovním správcem v Lounech arcibiskup Jan Lohelius katolíka Václava Ludvíka Leitnera, který do té doby působil právě ve Vrbně.
Po Leitnerově odchodu byla zřejmě fara několik desetiletí neobsazená. Obnovená byla roku 1665, kdy se také začaly vést matriky. Bohumil Matějka a podle něj Poche uvádějí, že přestavba kostela proběhla zároveň s obnovením fary, tj. roku 1665. Ve skutečnosti k tomu došlo až počátkem třicátých let 18. století. Dokládá to nápis o obnově kostela datovaný rokem 1730, který v roce objevil František Štědrý, letopočet 1733 vytesaný na zvonové stolici a konečně fakt, že trámy na strop druhého patra věže a zvonovou stolici se kácely mezi roky 1729–1731. Věž z 15. století byla tehdy zvýšena o jedno patro a loď prodloužena směrem k západu. Severní předsíň kostela vznikla asi koncem 18. století. Roku 1904 byl kostel restaurován do stávající podoby.

## Architektura
Kostel leží na mírném návrší a je obehnán hřbitovní zdí. Má obdélníkový půdorys, je postaven z lomového kamene a je zčásti omítnutý. Fasáda je zdobena pilastry, hlavní vchod je ze severozápadu. Portál má obdélníkový tvar s kamenným ostěním. Nad jeho obloukovou supraportou se nachází segmentové okno a nad ním korunní římsa. Štít tvoří prázdná nika a nad ní malý trojúhelníkovitý tympanon zakončený křížkem. Okna v bočních stěnách lodě jsou sklenuta mírným obloukem a také opatřena kamenným ostěním. Sedlová střecha je kryta taškami, nad lodí se na ní nachází sanktusová věžička. Kněžiště směřuje na jihovýchod a ze severu k němu přiléhá mohutná čtverhranná věž, krytá cibulovitou bání s lucernou a křížkem. Ve druhém patře věže se nacházely tři okenní otvory, dnes zazděné. Presbytář je zaklenutý jedním polem křížové klenby. Žebra vyrůstají z konzol se zbytky polychromie. Východní lomené okno presbytáře s kružbami pochází ze 14. století. Sedlový portál vede z presbytáře do sakristie, umístěné v přízemí věže. Ta je zaklenuta segmentovou valenou klenbou. Západní část lodi je zakončená zděnou kruchtou se třemi oblouky.

## Interiér

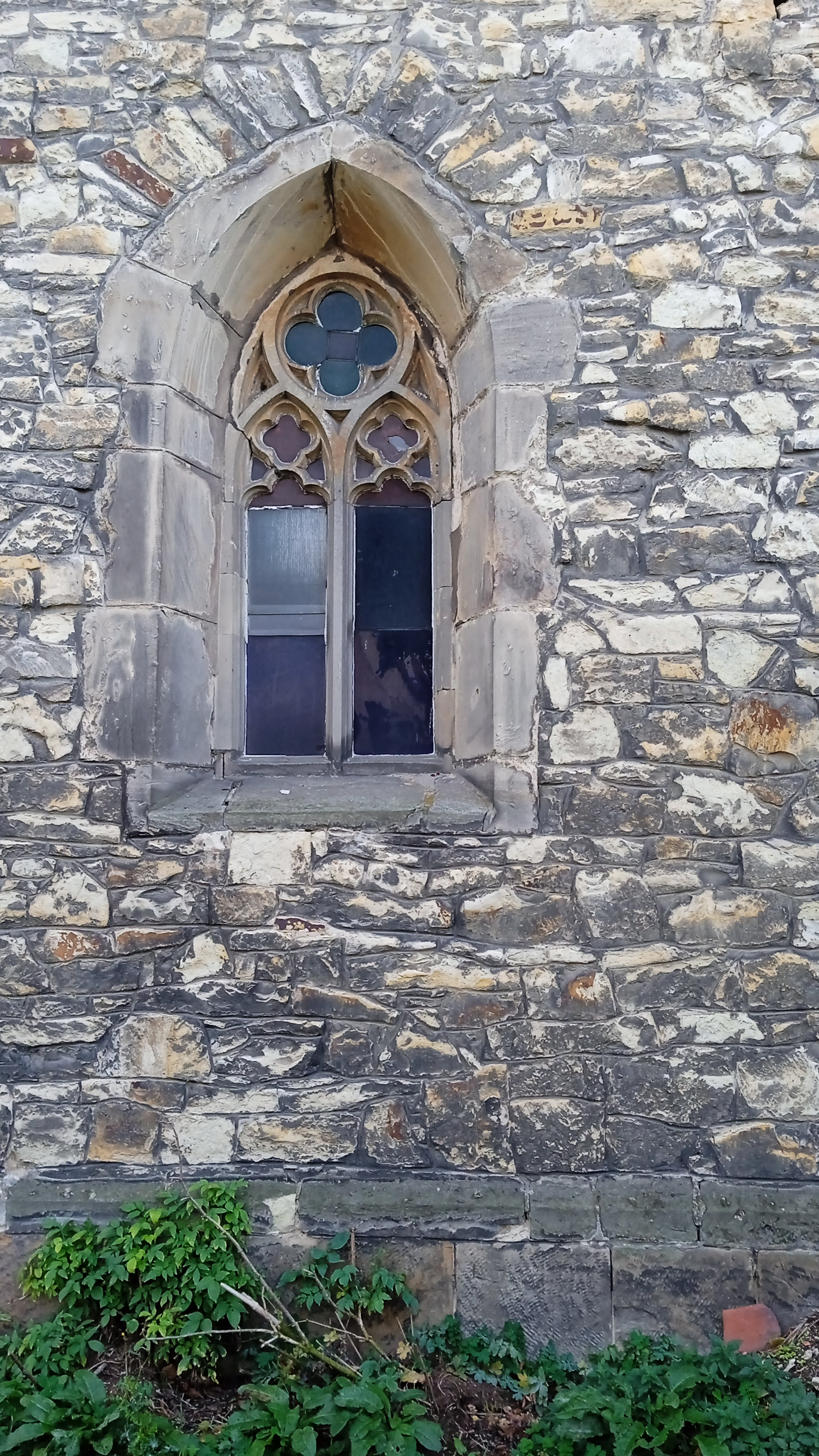
Okno presbytáře

Několik součástí inventáře pochází z 15. a 16. století. Především to je cínová křtitelnice datovaná nápisem, který editoval B. Matějka, do roku 1511. Z doby stavby věže patrně pocházejí i dřevěné svlakové dveře vedoucí do sakristie. V presbytáři a na vítězném oblouku se nacházejí zbytky nástěnných maleb rovněž zřejmě z 15. století. Součástí bočního oltáře v lodi je asi dva metry vysoký obraz Nanebevzetí Panny Marie (Assumpty) provedený na dřevě. Je přemalovaný, původní malba pocházela z doby krátce po roce 1500. V lodi jsou osazené tři náhrobníky rodiny pánů z Klinštejna z první poloviny 16. století. Oltářní menza je středověkého původu a není vyloučené, že pochází z doby stavby kostela.
Hlavní oltář pochází z 1. poloviny 18. století. Zdobí ho obraz Nanebevzetí Panny Marie a dvou světců: svaté Kláry a zřejmě svatého Františka. Barokní je i kazatelna. Ve věži je zavěšený zvon z roku 1774, ulitý pražským zvonařem Janem Jiřím Kutnerem. Varhany jsou v kostele doložené v roce 1787. Stávající nástroj postavil varhanář Mölzer z Kutné Hory v roce 1904, opraveny byly v roce 1911.
Původně gotická fara byla přestavěna v roce 1665. To platí i o hospodářské budově, jejíž úzké, obdélné okenní otvory s výrazným kamenným ostěním na průčelní fasádě naznačují, že může být středověkého původu. V prvním patře je zazděné renesanční záclonové okénko, patrně z původní farní budovy.

## Galerie

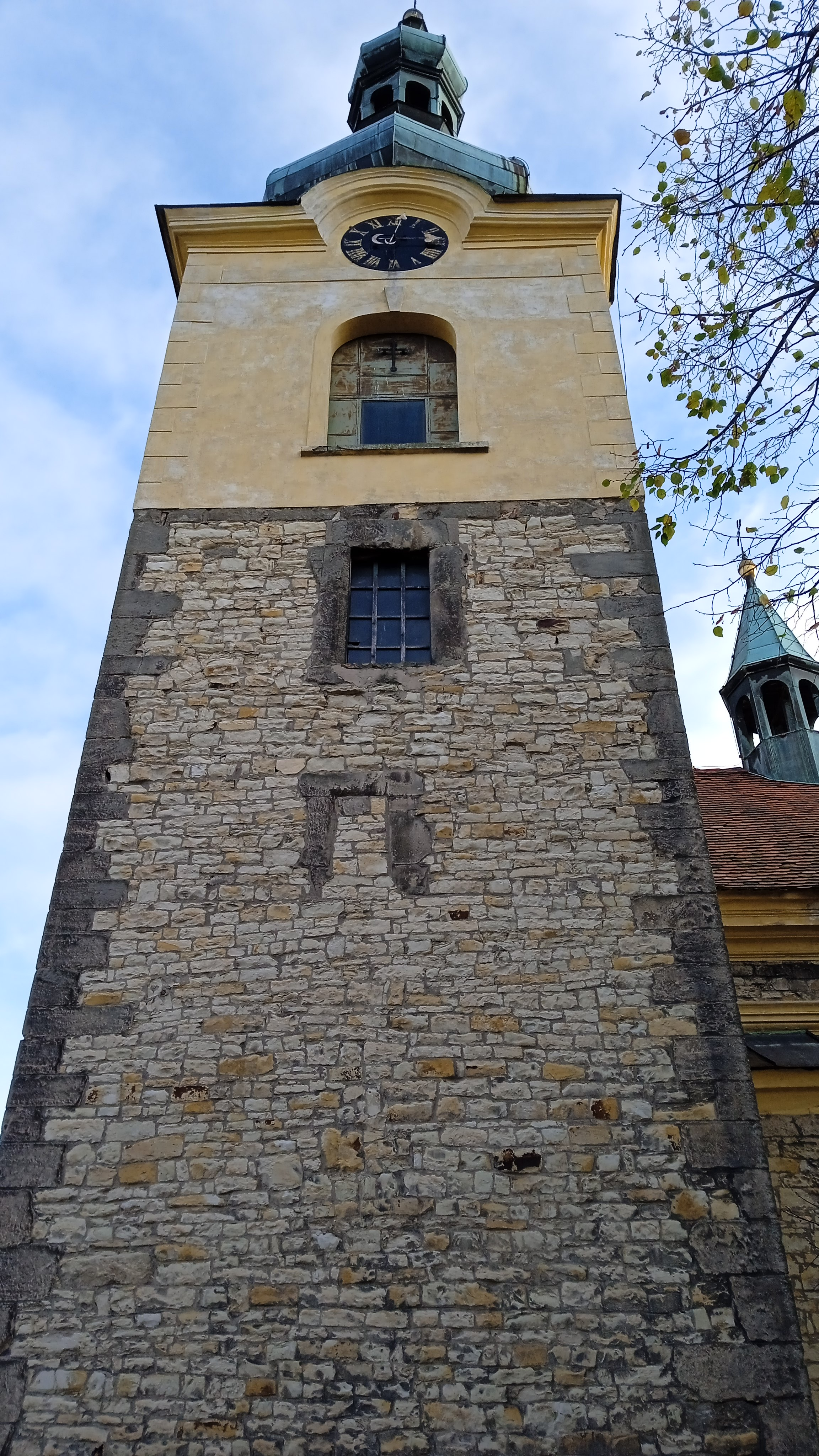
Severní fasáda věže
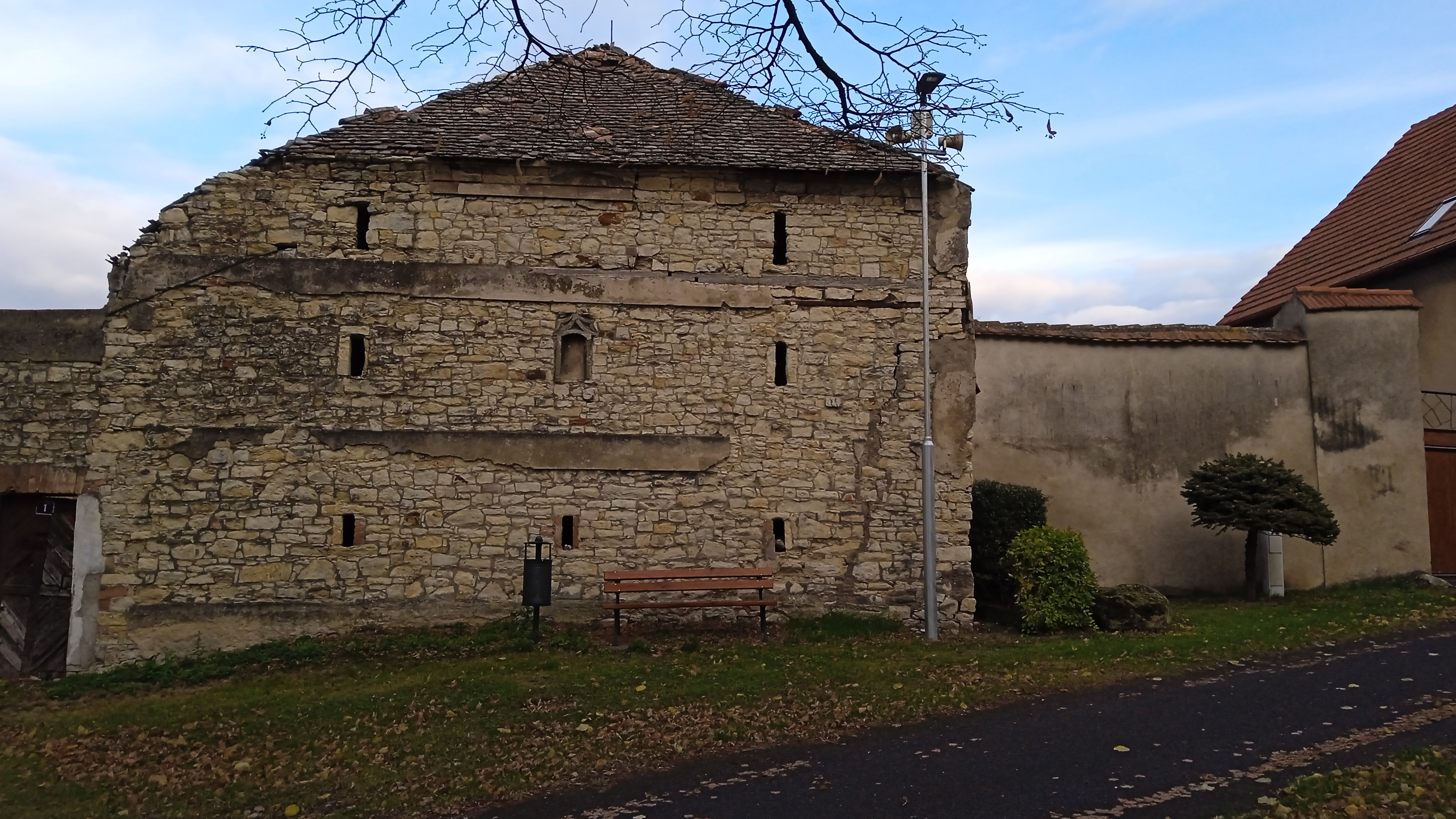
Hospodářská budova fary od návsi
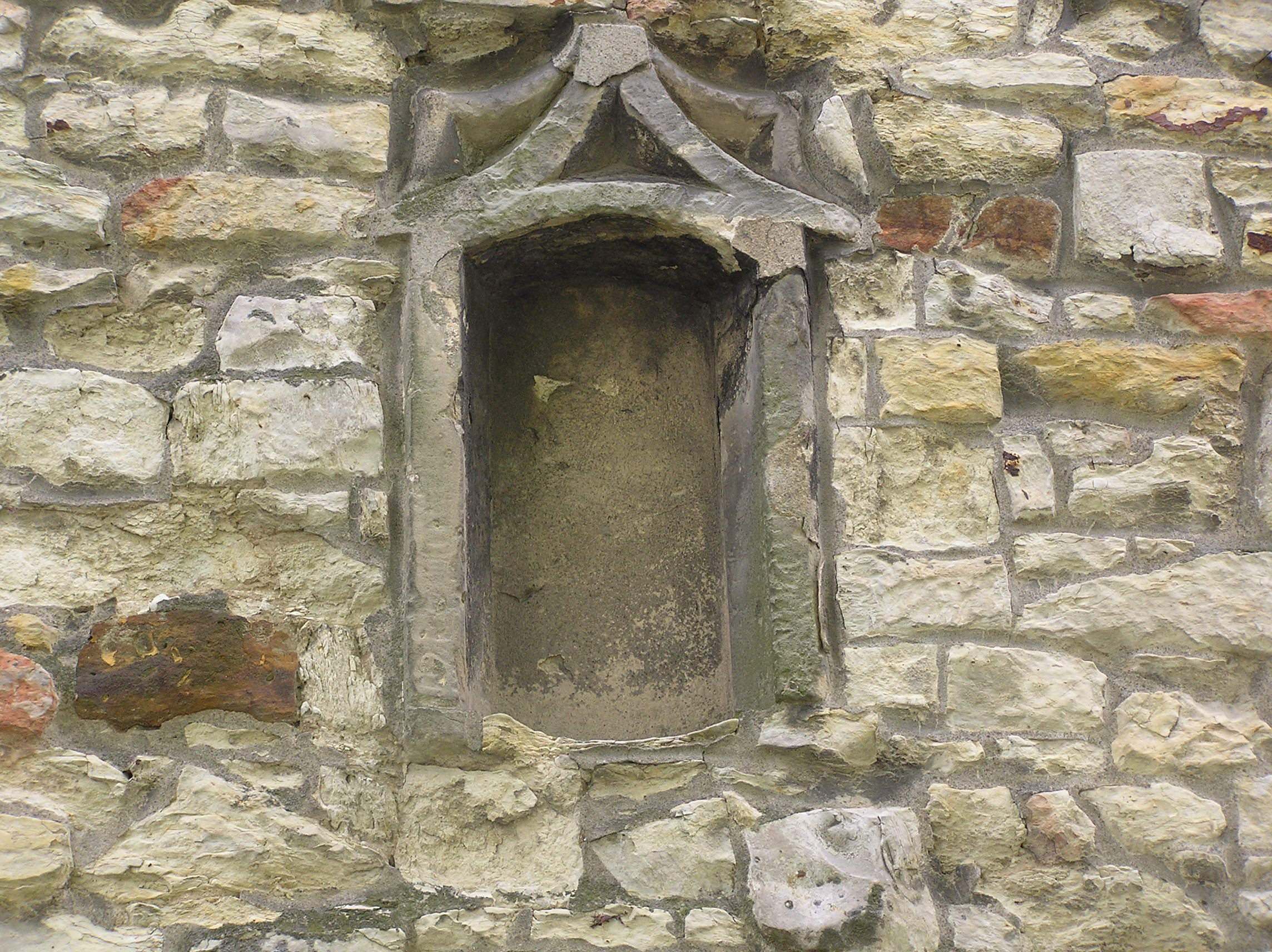
Renesanční záclonové okénko na fasádě hospodářské budovy fary